# Списак чланова групе Thin Lizzy
Кроз групу су прошли многи музичари, а једини стални чланови су били Фил Лајнот и бубњар Брајан Дауни. Следи детаљан списак чланова групе.

## Повремени чланови
- Ерик Риксон: клавијатуре (1969—1970), свирао на првом синглу "The Farmer".
- Џон Кан (познат и као Џон Ду Кан): гитара (1974)
- Енди Џи: гитара (1974)
- Миџ Јур: гитара (1979)
- Дејв Флет: гитара (1979)
- Марк Нозиф заменио бубњара Даунија на турнеји по Аустралији 1978.